# Chata Velký Javorník
Chata Velký Javorník se nachází východně pod vrcholem Velkého Javorníku na území obce Trojanovice v okrese Nový Jičín Moravskoslezského kraje Česka. Je provozovaná spolkem Pohorská jednota Radhošť.

## Historie
O stavbu první turistické chaty na vrcholu Velkého Javorníku se v roce 1897 zasloužil biskup Theodor Kohn, leč chata v roce 1915 vyhořela. V roce 1931 zakoupil spolek Pohorská jednota Radhošť pozemek, kde byla v září 1934 zahájena stavba nové chaty. Ta byla postavena podle návrhu architekta Aleše Parmy a otevření se dočkala v srpnu 1935 pod názvem „Benjamínek“. V období 2. světové války chatu provozoval farmář Doležel, který tam poskytoval útočiště příslušníkům odbojového hnutí skrývajícím se před gestapem a sloužil jako opěrný bod pro partyzánské jednotky. Po skončení války byl spolek v roce 1950 rozpuštěn a jeho majetek přešel na podnik Československé hotely v Ostravě. Spolek po obnově v roce 1990 chytu převzal, zrekonstruoval ji a obnovil pro turistický ruch.

## Přístup
Chata je přístupná po celý rok:
- po  zelené turistické značce (a zároveň  naučné stezce Velký Javorník) z Frenštát pod Radhoštěm.
- po  žluté a  zelené turistické značce z Bordovic.
- po  žluté a  modré turistické značce z Veřovic.
- po  naučné stezce Veřovické vrchy z Valašského Meziříčí.
- po  modré a  červené turistické značce z Rožnova pod Radhoštěm (dvě trasy).
- po  modré a  červené turistické značce ze sedla Pindula.
- po cyklotrase 6249 Radegastův okruh 6 z Frenštát pod Radhoštěm.